# 페루대나무쥐
페루대나무쥐 또는 저산대대나무쥐(Dactylomys peruanus)는 가시쥐과에 속하는 설치류의 일종이다. 볼리비아와 페루에서 발견된다. 자연 서식지는 아열대 또는 열대 기후 지역의 습윤 저지대 숲이다.